# The Hobo
The Hobo er en amerikansk stumfilm fra 1917 af Arvid E. Gillstrom.

## Medvirkende
- Billy West
- Oliver Hardy som Harold
- Leo White som Mr. Fox
- Bud Ross
- Virginia Clark som Dolly Fox